# Saugos

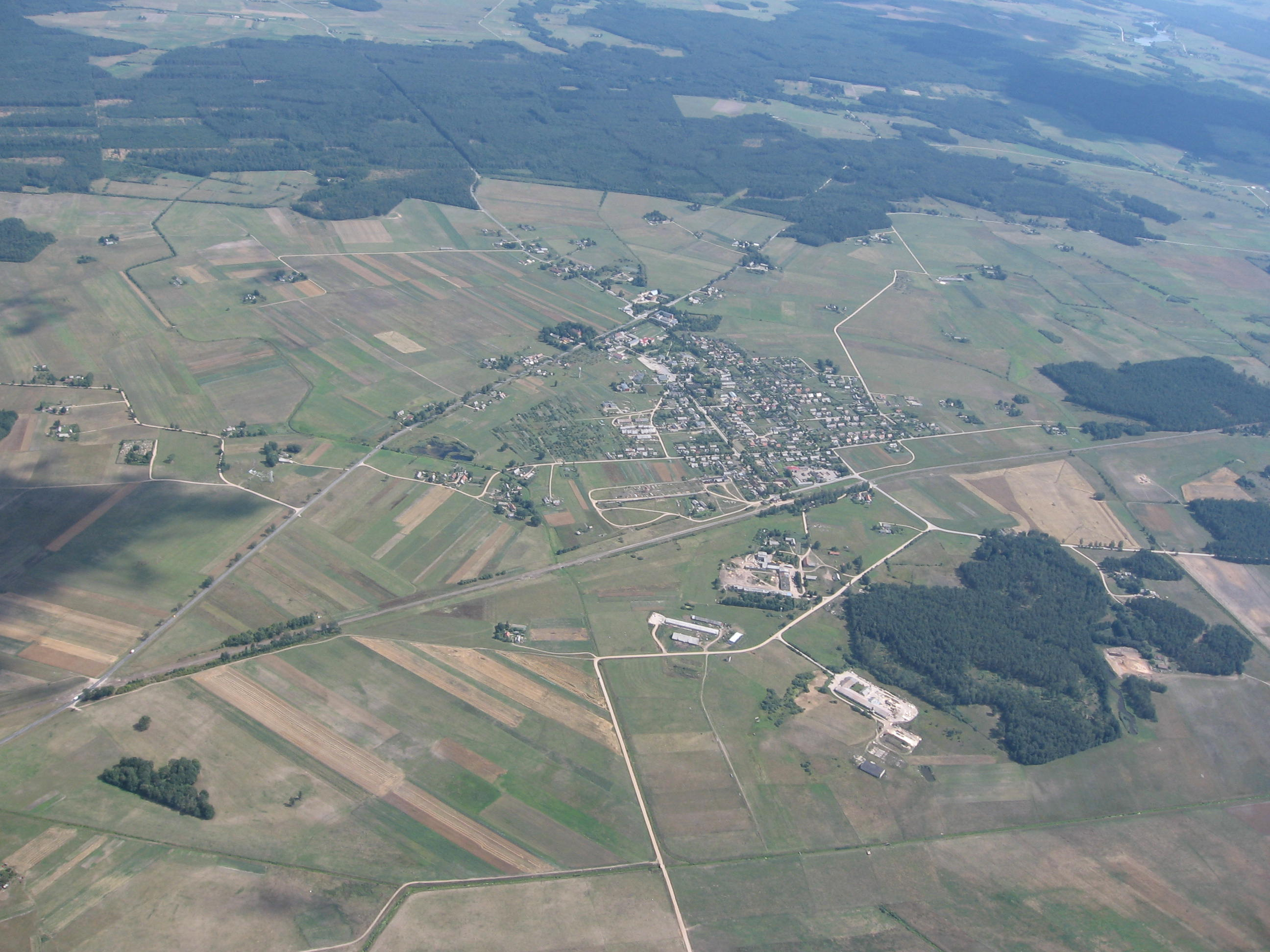
Luftbild von Saugos

Saugos (deutsch Saugen) ist ein Dorf im litauischen Bezirk Klaipėda. Der Ort ist Zentrum des Amtsbezirks (Seniūnija) Saugos und gehört zur Rajongemeinde Šilutė.

## Geographische Lage
Saugos liegt im Südwesten Litauens, im ehemaligen Memelland, etwa zwölf Kilometer nordwestlich des Gemeindesitzes Šilutė. Durch Saugos führt die Nationalstraße 141, die Kaunas mit Klaipėda verbindet, von welcher im Ort die Nationalstraße 193 nach Kvėdarna abzweigt. Unmittelbar westlich schließt das Dorf Kukorai an, welches einen Haltepunkt an der Bahnstrecke Sowetsk–Klaipėda hat. Allerdings wurde auf dieser Strecke im Jahr 2011 der Personenzugverkehr eingestellt.

## Geschichte
Im Jahr 1874 wurde Saugen (offenbar) Sitz eines Amtsbezirks im Kreis Heydekrug.
Nach der Eingliederung in die Litauische Sozialistische Sowjetrepublik wurde Saugos (offenbar) bis 1950 Sitz einer Gemeinde (lit. valsčius) und war von 1950 bis 1995 Sitz eines Umkreises (lit. apylinkė). Seit 1995 ist Saugos Sitz eines Amtsbezirks. Als solcher bekam der Ort im Jahr 2008 ein Wappen.

### Einwohnerentwicklung
| Jahr | Einwohner |
| ---- | --------- |
| 1910 | 274       |
| 1989 | 921       |
| 2001 | 945       |
| 2011 | 763       |

## Schule
In Saugos gibt es eine Hauptschule. Sie ist benannt nach Jurgis Mikšas (Georg Mikschas), einem Mitarbeiter der Zeitschrift Aušra.

## Kirche
Es gibt in Saugos eine evangelisch-lutherische Kirche, die im Jahr 1857 im neuromanischen Stil erbaut wurde, sowie eine römisch-katholische Kirche aus dem Jahr 1947.

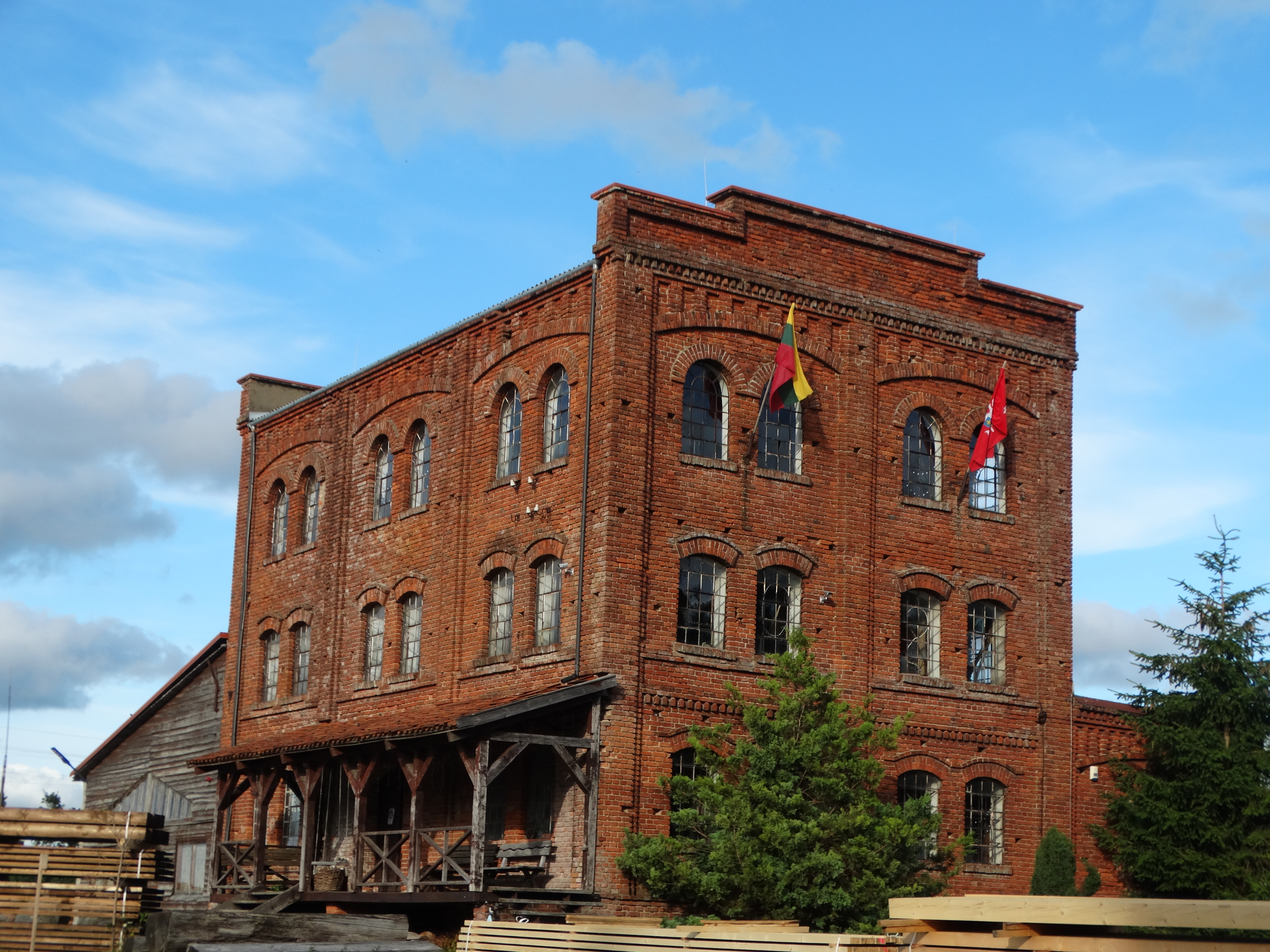
Die Mühle von Saugos
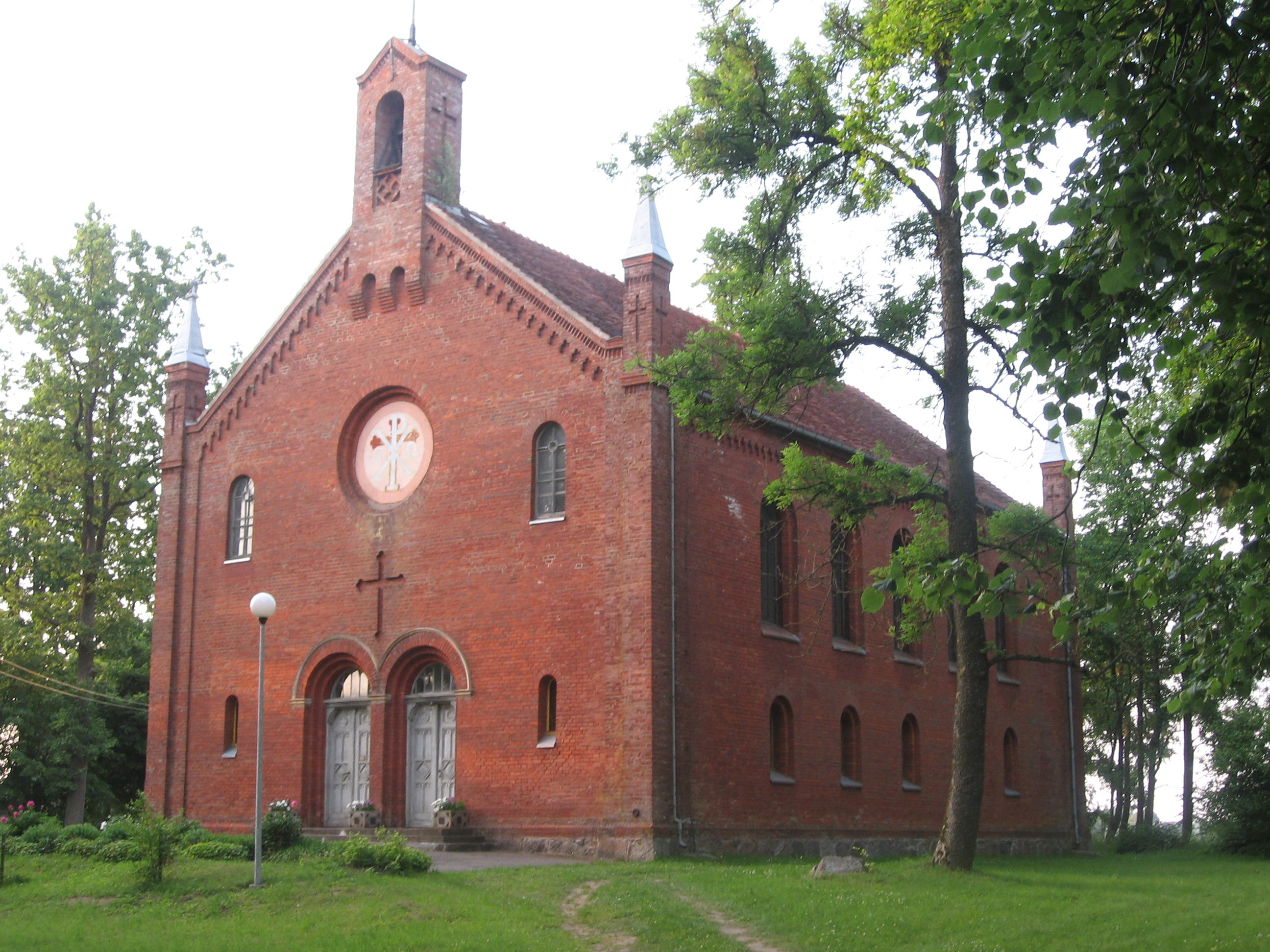
Evangelisch-lutherische Kirche zu Saugos
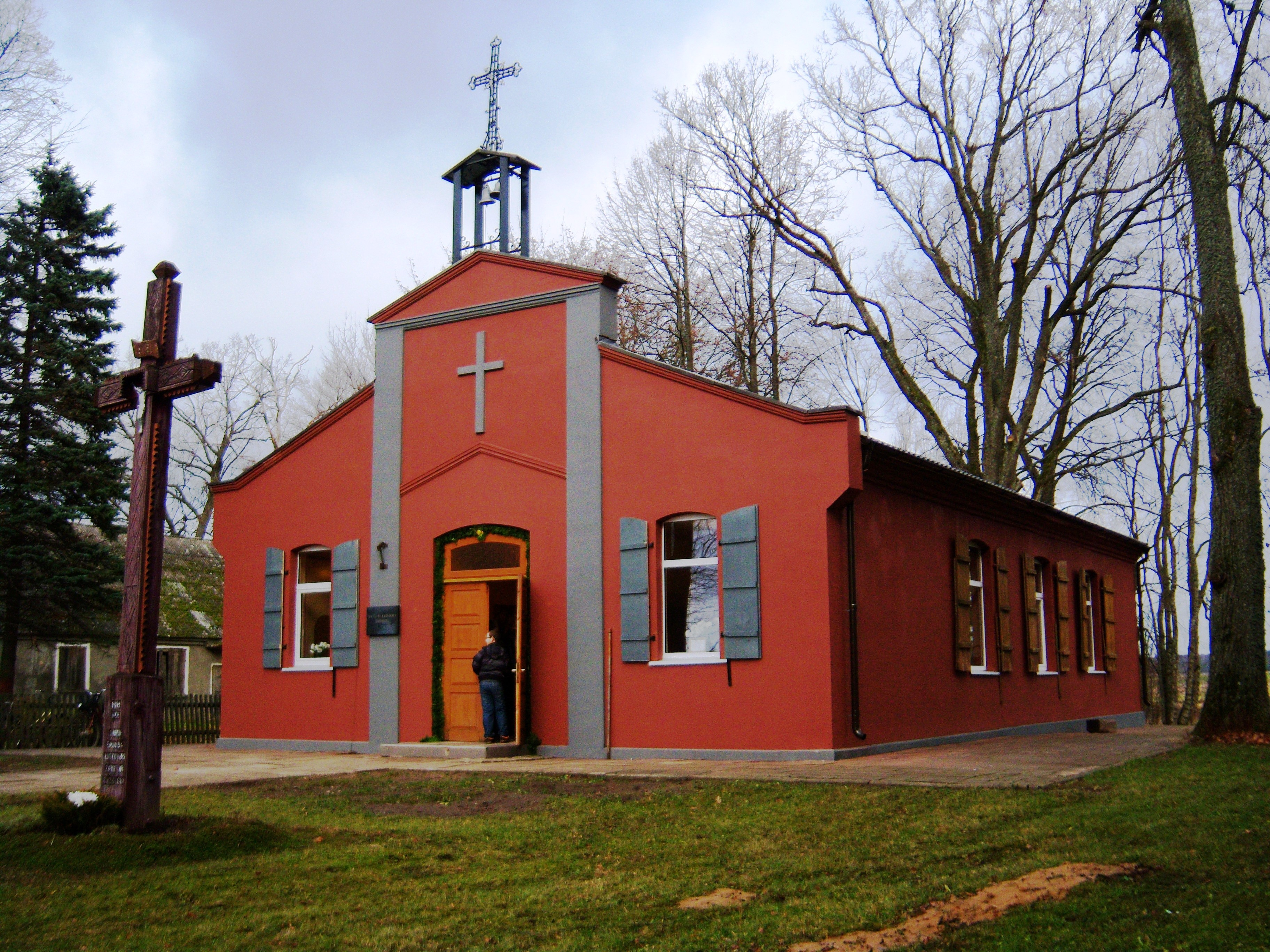
Römisch-katholische Kirche zu Saugos

## Persönlichkeiten

### Söhne und Töchter des Ortes
- Reinhard Wenskus (1916–2002), deutscher Historiker

## Amtsbezirk Saugos

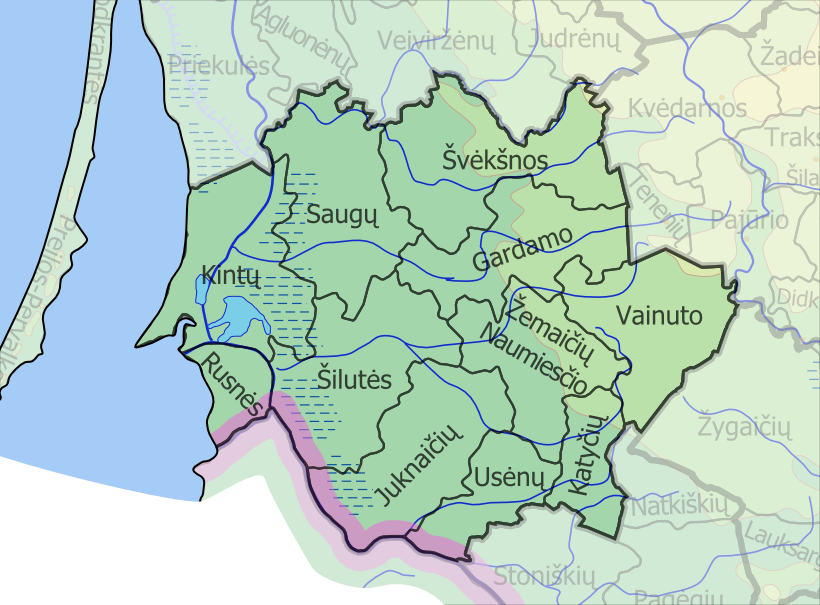
Die Lage des Amtsbezirks Saugos im Norden der Rajongemeinde Šilutė

Seit 1995 besteht die Saugų seniūnija, die zur Rajongemeinde Šilutė gehört. Im Amtsbezirk sind 33 Dörfer mit insgesamt 3.419 Einwohnern auf einer Fläche von 190 km² zusammengeschlossen (Stand 2011). Der Amtsbezirk ist seit 2009 in die elf Unterbezirke (lit. Seniūnaitija) Aisėnų seniūnaitija, Berciškės seniūnaitija, Kukorų seniūnaitija, Lankupių seniūnaitija, Lapynų seniūnaitija, Petrelių seniūnaitija, Sakūtėlių seniūnaitija, Saugų seniūnaitija, Vilkyčių seniūnaitija, Vilkmedžių seniūnaitija und Žemaitkiemio seniūnaitija eingeteilt. Zum Amtsbezirk gehören:
| Ortsname   | deutscher Name | Unterbezirk  |  | Ortsname     | deutscher Name    | Unterbezirk         |
| ---------- | -------------- | ------------ |  | ------------ | ----------------- | ------------------- |
| Aisėnai    | Ayssehnen      | Aisėnai      |  | Mantvydai    | Mantwieden        | Kukorai             |
| Alka       | Alk            | Petreliai    |  | Medaliai     | Medellen          | Lapynai             |
| Barvai     | Groß Barwen    | Lapynai      |  | Miestaliai   | Mestellen         | Lapynai             |
| Begėdžiai  | Bejehden       | Vilkmedžiai  |  | Norkaičiai   | Norkaiten [O.F.]  | Berciškė            |
| Berciškė   | Berzischken    | Berciškė     |  | Pangiriai    | Pangirren         | Vilkyčiai           |
| Bružai     | Bruiszen       | Lapynai      |  | Petreliai    | Petrellen         | Petreliai           |
| Bundalai   | Bundeln        | Lankupiai    |  | Rudynai      | Rudienen          | Žemaitkiemis        |
| Čiūteliai  | Czutellen      | Sakūtėliai   |  | Sakūtėliai   | (Peter) Sakuten   | Sakūtėliai          |
| Diegliai   | Deegeln        | Aisėnai      |  | Saugos       | Saugen            | Berciškė und Saugos |
| Grynaičiai | Grünheide      | Vilkmedžiai  |  | Stankaičiai  | Stankeiten        | Aisėnai             |
| Grumbliai  | Grumbeln       | Lankupiai    |  | Stonaičiai   | Stoneiten         | Aisėnai             |
| Kebeliai   | Kebbeln        | Vilkmedžiai  |  | Šilininkai   | zu Schilleningken | Aisėnai             |
| Kukorai    | Kukoreiten     | Kukorai      |  | Vilkyčiai    | Wilkieten         | Vilkyčiai           |
| Lankupiai  | Lankuppen      | Lankupiai    |  | Vilkmedžiai  | Wilkomeden        | Vilkmedžiai         |
| Lapaliai   | Lapallen       | Žemaitkiemis |  | Vytuliai     | Wietullen         | Žemaitkiemis        |
| Lapynai    | Lapienen       | Lapynai      |  | Žemaitkiemis | Szameitkehmen     | Žemaitkiemis        |
| Lašai      | Laschen        | Lapynai      |  |              |                   |                     |

## Verweise